# Kvalifikation til VM i fodbold 2014 - UEFA Gruppe D
Gruppe D's kvalifikation til VM i fodbold 2014 var en af grupperne i forbindelse med den europæiske kvalifikation til VM i fodbold 2014. Kampene spilles imellem den 7. september 2012 til den 15. oktober 2013.

## Stilling
| Hold     | K  | V | U | T  | M+ | M- | MF  | Pts |
| -------- | -- | - | - | -- | -- | -- | --- | --- |
| Holland  | 10 | 9 | 1 | 0  | 34 | 5  | +29 | 28  |
| Rumænien | 10 | 6 | 1 | 3  | 19 | 12 | +7  | 19  |
| Ungarn   | 10 | 5 | 2 | 3  | 21 | 20 | +1  | 17  |
| Tyrkiet  | 10 | 5 | 1 | 4  | 16 | 9  | +7  | 16  |
| Estland  | 10 | 2 | 1 | 7  | 6  | 20 | −14 | 7   |
| Andorra  | 10 | 0 | 0 | 10 | 0  | 30 | −30 | 0   |

|          | Andorra | Estland | Ungarn | Holland | Rumænien | Tyrkiet |
| -------- | ------- | ------- | ------ | ------- | -------- | ------- |
| Andorra  | —       | 0–1     | 0–5    | 0–2     | 0–4      | 0–2     |
| Estland  | 2–0     | —       | 0–1    | 2–2     | 0–2      | 0–2     |
| Ungarn   | 2–0     | 5–1     | —      | 1–4     | 2–2      | 3–1     |
| Holland  | 3–0     | 3–0     | 8–1    | —       | 4–0      | 2–0     |
| Rumænien | 4–0     | 2–0     | 3–0    | 1–4     | —        | 0–2     |
| Tyrkiet  | 5–0     | 3–0     | 1–1    | 0–2     | 0–1      | —       |

## Kampe
| 7. september 2012 20:30 UTC+2 |

| Andorra | 0 – 5   | Ungarn |
| ------- | ------- | ------ |
|         | rapport |        |

| Estadi Comunal, Andorra la Vella |

| 7. september 2012 21:00 UTC+3 |

| Estland | 0 – 2   | Rumænien                 |
| ------- | ------- | ------------------------ |
|         | rapport | Torje 55' · Marica 75' · |

| A. Le Coq Arena, Tallinn Tilskuere: 7.936 Dommer: Milorad Mažić |

| 7. september 2012 20:30 UTC+2 |

| Holland                         | 2 – 0   | Tyrkiet |
| ------------------------------- | ------- | ------- |
| van Persie 15' · Narsingh 90+2' | rapport |         |

| Amsterdam Arena, Amsterdam Tilskuere: 53.000 Dommer: Carlos Velasco Carballo |

| 11. september 2012 20:30 UTC+2 |

| Ungarn              | 1 – 4   | Holland                                           |
| ------------------- | ------- | ------------------------------------------------- |
| Dzsudzsák 6' (str.) | rapport | Lens 2', 52' · Martins Indi 18' · Huntelaar 73' · |

| Puskás Ferenc Stadion, Budapest Tilskuere: 22.000 Dommer: Pedro Proença |

| 11. september 2012 20:30 UTC+2 |

| Rumænien                                          | 4 – 0 | Andorra |
| ------------------------------------------------- | ----- | ------- |
| Torje 29' · Lazăr 44' · Găman 90+1' · Maxim 90+3' |       |         |

| Arena Națională, Bukarest Dommer: Pavle Radovanović |

| 11. september 2012 21:00 UTC+3 |

| Tyrkiet                           | 3 – 0   | Estland |
| --------------------------------- | ------- | ------- |
| Emre 44' · Bulut 60' · Selçuk 75' | rapport |         |

| Şükrü Saracoğlu stadion, Istanbul Dommer: Marcin Borski |

| 12. oktober 2012 20:30 UTC+3 |

| Tyrkiet | 0–1     | Rumænien     |
| ------- | ------- | ------------ |
|         | Rapport | Grozav 45' · |

| Şükrü Saracoğlu Stadium, Istanbul Tilskuere: 46.203 Dommer: Howard Webb (England) |

| 12. oktober 2012 21:30 UTC+3 |

| Estland | 0–1     | Ungarn       |
| ------- | ------- | ------------ |
|         | Rapport | Hajnal 46' · |

| A. Le Coq Arena, Tallinn Tilskuere: 5.661 Dommer: Liran Liany (Israel) |

| 12. oktober 2012 20:30 UTC+2 |

| Holland                                        | 3–0     | Andorra |
| ---------------------------------------------- | ------- | ------- |
| Van der Vaart 7' · Huntelaar 15' · Schaken 50' | Rapport |         |

| De Kuip, Rotterdam Tilskuere: 43.000 Dommer: Aleksei Kulbakov (Hviderusland) |

| 16. oktober 2012 19:00 UTC+2 |

| Andorra | 0–1     | Estland    |
| ------- | ------- | ---------- |
|         | Rapport | Oper 57' · |

| Estadi Comunal, Andorra la Vella Tilskuere: 723 Dommer: Dimitar Meckarovski (Makedonien) |

| 16. oktober 2012 21:00 UTC+3 |

| Rumænien   | 1–4    | Holland                                                                    |
| ---------- | ------ | -------------------------------------------------------------------------- |
| Marica 40' | Report | Lens 9' · Martins Indi 29' · Van der Vaart 45+1' (str.) · Van Persie 86' · |

| Arena Națională, Bukarest Tilskuere: 53.329 Dommer: Craig Thomson (Skotland) |

| 16. oktober 2012 20:30 UTC+2 |

| Ungarn                                   | 3–1     | Tyrkiet      |
| ---------------------------------------- | ------- | ------------ |
| Koman 31' · Szalai 50' · Gera 57' (str.) | Rapport | Erdinç 22' · |

| Ferenc Puskás Stadion, Budapest Tilskuere: 21.563 Dommer: Daniele Orsato (Italien) |

| 22. marts 2013 19:15 UTC+1 |

| Andorra | 0–2     | Tyrkiet                   |
| ------- | ------- | ------------------------- |
|         | Rapport | İnan 30' · Yılmaz 45+1' · |

| Estadi Comunal, Andorra la Vella Tilskuere: 910 Dommer: Nerijus Dunauskas (Lithauen) |

| 22. marts 2013 20:30 UTC+1 |

| Ungarn                             | 2–2     | Rumænien                          |
| ---------------------------------- | ------- | --------------------------------- |
| Vanczák 16' · Dzsudzsák 71' (str.) | Rapport | Mutu 68' (str.) · Chipciu 90+2' · |

| Ferenc Puskás Stadion, Budapest Tilskuere: 0 Dommer: Wolfgang Stark (Tyskland) |

| 22. marts 2013 20:30 UTC+1 |

| Holland                                          | 3–0     | Estland |
| ------------------------------------------------ | ------- | ------- |
| Van der Vaart 47' · Van Persie 72' · Schaken 84' | Rapport |         |

| Amsterdam Arena, Amsterdam Tilskuere: 48.675 Dommer: Vitali Meshkov (Rusland) |

| 26. marts 2013 19:00 UTC+2 |

| Estland                    | 2–0     | Andorra |
| -------------------------- | ------- | ------- |
| Anier 45+1' · Lindpere 61' | Rapport |         |

| A. Le Coq Arena, Tallinn Tilskuere: 5.237 Dommer: Ján Valášek (Slovakiet) |

| 26. marts 2013 20:30 UTC+2 |

| Tyrkiet    | 1–1     | Ungarn     |
| ---------- | ------- | ---------- |
| Yılmaz 64' | Rapport | Böde 71' · |

| Şükrü Saracoğlu Stadium, Istanbul Tilskuere: 37.904 Dommer: Milorad Mažić (Serbien) |

| 26. marts 2013 20:30 UTC+1 |

| Holland                                                   | 4–0     | Rumænien |
| --------------------------------------------------------- | ------- | -------- |
| Van der Vaart 12' · Van Persie 56', 65' (str.) · Lens 90' | Rapport |          |

| Amsterdam Arena, Amsterdam Tilskuere: 47.496 Dommer: Mark Clattenburg (England) |

| 6. september 2013 21:00 UTC+3 |

| Rumænien                              | 3–0     | Ungarn |
| ------------------------------------- | ------- | ------ |
| Marica 2' · Pintilii 31' · Tănase 88' | Rapport |        |

| Arena Națională, Bukarest Tilskuere: 41.405 Dommer: Alberto Undiano Mallenco (Spanien) |

| 6. september 2013 21:00 UTC+3 |

| Tyrkiet                                        | 5–0     | Andorra |
| ---------------------------------------------- | ------- | ------- |
| Bulut 35', 39', 67' · Yılmaz 64' · Turan 90+2' | Rapport |         |

| Kadir Has Stadium, Kayseri Tilskuere: 21.923 Dommer: Sven Bindels (Luxembourg) |

| 6. september 2013 21:30 UTC+3 |

| Estland            | 2–2     | Holland                               |
| ------------------ | ------- | ------------------------------------- |
| Vassiljev 18', 57' | Rapport | Robben 2' · Van Persie 90+4' (str.) · |

| A. Le Coq Arena, Tallinn Tilskuere: 10.210 Dommer: Serhiy Boyko (Ukraine) |

| 10. september 2013 21:00 UTC+3 |

| Rumænien | 0–2     | Tyrkiet                     |
| -------- | ------- | --------------------------- |
|          | Rapport | Yılmaz 22' · Erdinç 90+4' · |

| Arena Națională, Bukarest Tilskuere: 44.537 Dommer: Svein Oddvar Moen (Norge) |

| 10. september 2013 20:30 UTC+2 |

| Andorra | 0–2     | Holland               |
| ------- | ------- | --------------------- |
|         | Rapport | Van Persie 50', 54' · |

| Estadi Comunal, Andorra la Vella Tilskuere: 1.100 Dommer: Ante Vučemilović-Šimunović Jr. (Kroatien) |

| 10. september 2013 20:30 UTC+2 |

| Ungarn                                                                | 5–1     | Estland    |
| --------------------------------------------------------------------- | ------- | ---------- |
| Klavan 11' (sm.) · Hajnal 21' · Böde 41' · Németh 69' · Dzsudzsák 85' | Rapport | Kink 48' · |

| Ferenc Puskás Stadion, Budapest Tilskuere: 7.741 Dommer: Aleksei Kulbakov (Hviderusland) |

| 11. oktober 2013 20:30 UTC+2 |

| Andorra | 0–4     | Rumænien                                                 |
| ------- | ------- | -------------------------------------------------------- |
|         | Rapport | Keserü 43' · Stancu 53' · Torje 63' (str.) · Lazăr 85' · |

| Estadi Comunal, Andorra la Vella Tilskuere: 1.100 Dommer: Stephan Klossner (Schweiz) |

| 11. oktober 2013 21:30 UTC+3 |

| Estland | 0–2     | Tyrkiet                  |
| ------- | ------- | ------------------------ |
|         | Rapport | Bulut 22' · Yılmaz 46' · |

| A. Le Coq Arena, Tallinn Tilskuere: 8.572 Dommer: Nicola Rizzoli (Italien) |

| 11. oktober 2013 20:30 UTC+2 |

| Holland | 8–1     | Ungarn                 |
| --- | ------- | ---------------------- |
| Van Persie 16', 44', 53' · Strootman 25' · Lens 38' · Devecseri 65' (sm.) · Van der Vaart 86' · Robben 90' | Rapport | Dzsudzsák 47' (str.) · |

| Amsterdam Arena, Amsterdam Tilskuere: 52.027 Dommer: Martin Atkinson (England) |

| 15. oktober 2013 20:00 UTC+2 |

| Ungarn                       | 2–0     | Andorra |
| ---------------------------- | ------- | ------- |
| Nikolić 51' · Lima 76' (sm.) | Rapport |         |

| Ferenc Puskás Stadion, Budapest Tilskuere: 5.200 Dommer: Daniel Stefański (Polen) |

| 15. oktober 2013 21:00 UTC+3 |

| Rumænien               | 2–0     | Estland |
| ---------------------- | ------- | ------- |
| Marica 30' (str.), 81' | Rapport |         |

| Arena Națională, Bukarest Tilskuere: 18.852 Dommer: Marijo Strahonja (Kroatien) |

| 15. oktober 2013 21:00 UTC+3 |

| Tyrkiet | 0–2     | Holland                    |
| ------- | ------- | -------------------------- |
|         | Rapport | Robben 8' · Sneijder 47' · |

| Şükrü Saracoğlu Stadium, Istanbul Tilskuere: 41.814 Dommer: Olegário Benquerença (Portugal) |

Noter
1. ↑  Ungarn v Rumænien blev spillet uden tilskuere på grund af sanktioner iværksat af FIFA som et resultat af racistiske tilråb fra ungarske tilskuere ved venskabskampen mod Israel den 15. august 2012.[6]